# HD 189340
HD 189340，又名BD-10 5238，SAO 163168、HR 7637，是一颗恒星，视星等为5.88，位于銀經31.6，銀緯-19.66，其B1900.0坐标为赤經19h 54m 21.1s，赤緯-10° -19.66′ 10″。